# 蒋丞稷
蒋丞稷（1975年11月25日—），上海人，中国男子游泳运动员。

## 生平
蒋承稷是男子100米蝶泳中国记录（原亚洲纪录53秒80保持者，后被日本名将山本贵司破）、50米中国记录保持者。

## 家庭
蒋丞稷的妻子是中国女子游泳运动员、1996年奥运会100米自由泳冠军乐靖宜。